# Lijst van burgemeesters van Waterlandkerkje
Dit is een lijst van burgemeesters van de voormalige Nederlandse gemeente Waterlandkerkje tot die gemeente in 1970 opging in de gemeente Oostburg.
| Ambtsperiode | Naam burgemeester             | Leefde    | Partij of stroming | Bijzonderheden                                                                                  |
| ------------ | ----------------------------- | --------- | ------------------ | ----------------------------------------------------------------------------------------------- |
| 1796 - 1797  | Jannis Perduijn               | 1766-1836 |                    | agent municipal                                                                                 |
| 1797 - 1798  | Anthoni Bosschaert            | 1757-1840 |                    | agent municipal; later dijkgraaf                                                                |
| 1798 - 1812  | Jan Henderik Degen            | 1759-1834 |                    | agent, later maire                                                                              |
| 1813 - 1817  | Pieter Johannis van den Hemel | 1764-1833 |                    | achtereenvolgens maire, president en provisioneel schout                                        |
| 1817 - 1825  | Isaac Nortier                 | 1779-1864 |                    | schout                                                                                          |
| 1825 - 1834  | Jacob Pattist                 | 1769-1834 |                    | president, daarna burgemeester                                                                  |
| 1834 - 1837  | Franciscus Eugenius van Doorn | 1779-1837 |                    | burgemeester                                                                                    |
| 1837 - 1847  | Abraham de Muijnck            | 1785-1847 |                    |                                                                                                 |
| 1847 - 1853  | Abraham Bruijnooge            | 1797-1870 |                    |                                                                                                 |
| 1853 - 1880  | Dolphing Bekaar               | 1799-1888 |                    | tevens burgemeester van Biervliet (1857-1880), Hoofdplaat (1853-1880) en IJzendijke (1853-1880) |
| 1881 - 1905  | Johannes Abraham Bekaar       | 1826-1918 |                    | zoon van zijn voorganger                                                                        |
| 1905 - 1937  | Antonius Ægidius Hendrikse    | 1866-1942 | RKSP               | tevens burgemeester van IJzendijke (1920-1937)                                                  |
| 1938 - 1942  | Hermen de Haan                | 1903-1942 |                    |                                                                                                 |
| 1942 - 1970  | Marinus Jacob Verbrugge       | 1910-2002 |                    |                                                                                                 |